# Rika Dialina
Rika Dialina, in greco Ρίκα Διαλυνά?, talvolta accreditata come Rica Dialina o Rica Diallina o Mara Lanyie (Iraklio, 8 agosto 1931), è un'attrice greca attiva nel cinema italiano e nella televisione greca.

## Biografia
Nel 1954 - anno in cui debuttò nel cinema con il film To pontikaki (e con il nome di Mara Lanyie) -  come Miss Grecia Dialina non fu in grado di accedere negli Stati Uniti per problemi di passaporto. Effie Androulakaki fu inviata in sua vece e vinse il riconoscimento in una speciale sezione (vedi Riconoscimenti speciali di Miss Universo) prima che si risolvessero i problemi di Dialina; tuttavia si ritirò dal concorso dopo che la stessa Dialina rientrò in gara rifiutando l'offerta dell'organizzazione di continuare a gareggiare come Miss Creta.

## Filmografia parziale

### Cinema
- Episodio, I Wurdalak de I tre volti della paura, regia di Mario Bava  (1963)
- La pupa, regia di Giuseppe Orlandini (1963)
- Episodio, Il sacrificato de I mostri, regia di Dino Risi (1963)
- I raggi mortali del dottor Mabuse, regia di Hugo Fregonese (1964)
- Amore all'italiana, regia di Steno (1966)
- Giulietta degli spiriti, regia di Federico Fellini (1965) - non accreditata
- Io, io, io... e gli altri, regia di Alessandro Blasetti (1966)

### Televisione
- La pattuglia del deserto (The Rat Patrol) - serie TV, episodio 2x15 (1967)

## Doppiatrici italiane
- Valeria Valeri in Amore all'italiana